# Bassiana trilineatus
Bassiana trilineatus е вид влечуго от семейство Сцинкови (Scincidae). Видът не е застрашен от изчезване.

## Разпространение
Разпространен е в Австралия (Западна Австралия и Южна Австралия).